# ببغاوات أرضية
جنس الببغاوات الأرضية أو بُزْبُور (باللاتينية: Pezoporus) هو أحد أجناس الببغاوات الأسترالية، ويضم ثلاثة أنواع: ببغاء الليل (Pezoporus occidentalis)، وببغاوات الأرضة المُلغزة: ببغاء الأرض الشرقي (Pezoporus wallicus)، وببغاء الأرض الغربي (Pezoporus flaviventris). كان ببغاء الليل سابقًا يُوضع في جنسٍ خاصٍ به هو جنس Geopsittacus. يُصنّف هذا الجنس ضمن قبيلة Pezoporini.
ملجنه الحياتي زوجي. يألف المناقع والمواقع القاحلة. يعدو على الأرض بسرعة ولا يطير إلا نادراً. مسرحه دجويّ يستمر من الغروب إلى الفجر. جسمه معتدل القد، مستطيل الذنب قصير المنقاد الأعقف. ثوبه إلى الخضار المتفاوت الماجات يعلوه تسنيج أصفر وأسود. جبهته أرجوانية اللون. يدثّن أفحوصه بين الأعشاب المتكاثفة المستعصية. الأنثى تضع أربع بيضات تحضنها وحدها نحو 19 يوماً، بينما الذكر يُؤمن لهم الغذاء.

## قائمة الأنواع
- جنس الببغاوات الأرضية (Pezoporus)

| الببغاوات الأرضية                                           | الببغاوات الأرضية | الببغاوات الأرضية | الببغاوات الأرضية |
| الإسم الشائع (الاسم العلمي) حالة الحفظ                      | الصورة            | الوصف | الموطن والموئل الطبيعي |
| ----------------------------------------------------------- | ----------------- | --- | --- |
| ببغاء الليل (Pezoporus occidentalis) مُهدد بدرجة قصوى        |                   | يتراوح طوله بين 22 و25 سنتيمترًا. الكساء أخضر ضارب إلى الصفرة، مُبرقش بالبني الداكن، والأصفر والأسود. | الداخل الإسترالي، آخر المشاهدات تُفيد برؤيته في منتزه ديامانتيا الوطني، بمنطقة پيلبرا، وأستراليا الغربية وكولنكري، في كوينزلاند.                                                  |
| ببغاء الأرض الشرقي (Pezoporus wallicus) غير مُهدد            |                   | يصل طوله إلى حوالي 30 سنتيمتر. الكساء أخضر غالبًا، ذو علامات سوداء وصفراء. الجبهة تظهر عليها عصبة برتقالية ضيقة. أسفل ريشات الطيران مخطط بخط أصفر باهت. أما المنقار والقير والقوائم فبنية ضاربة للرمادي. | المناطق الساحلية في جنوب شرق أستراليا وتاسمانيا. |
| ببغاء الأرض الغربي (Pezoporus flaviventris) مُهدد بدرجة وسطى |                   | | المناطق الساحلية في جنوب غرب أستراليا. ما يقرب من 110 طائر من هذا النوع هو ما يُشكل الجمهرة البرية، ووجودها مقصور على رأس آريد ومنتزهات فيتزوري R الوطنية على طول الساحل الجنوبي. |